# 达维德戈罗多克
達維德戈羅多克（俄语：Давид-Городок），或譯為達維徳哈拉多克（羅馬化：Davyd-Haradok），是白俄羅斯南部布列斯特州斯托林區的城市，2024年人口5,715。

## 歷史

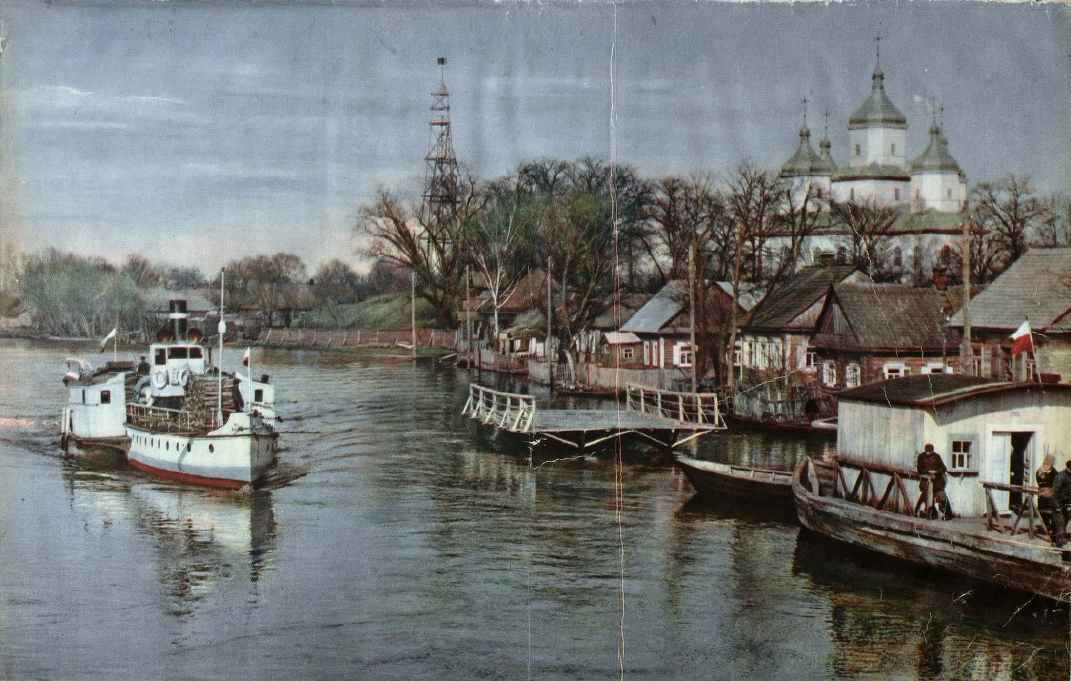
1936年的境況

達維德戈羅多克在早期曾位於立陶宛大公國，當時隸屬布雷斯特-里托夫斯科省。到1793年第二次瓜分波蘭，該城改由俄羅斯帝國控制。
1921年3月18日，蘇維埃俄國、蘇維埃烏克蘭與波蘭第二共和國簽署《里加和約》，達維德戈羅多克隸屬波蘭的波萊謝省管轄。

### 二次大戰
1939年波蘭戰役後，納粹德國與蘇聯瓜分波蘭領土，而該城落入了蘇聯控制裏。1940年，該城估計有4,350名猶太人，是總人口的三分之一。到1941年巴巴羅薩行動後，納粹德國在進攻蘇聯期間佔領了達維德戈羅多克。
在1941年8月10日，納粹別動隊把城内超過14歲的猶太人殺掉，總數大概有3千人。德軍把生還者送到城内的隔都，參與強迫勞動，而生活破困導致不少也死去。1942年9月10日，德軍殺掉了該隔都餘下的居民，共有1,263人，其中大多是女人與孩童。不過，也有大概100人成功逃亡附近的森林。1944年7月9日，蘇聯紅軍解放了該城。

## 外部鏈接
- 在 Radzima.org 的相片集
- 二戰猶太大屠殺紀念
- JewishGen上的Davyd-Haradok, Belarus页面